# Minorville
Minorville é uma comuna francesa na região administrativa de Grande Leste, no departamento de Meurthe-et-Moselle. Estende-se por uma área de 12,65 km². Em 2010 a comuna tinha 231 habitantes (densidade: 18,3 hab./km²).